# Журитин (заказник)
Жури́тин — лісовий заказник місцевого значення в Україні. Розташований у межах Рогатинської міської громади Івано-Франківського району Івано-Франківської області, на північний захід від села Стратин.
Площа 50,9 га. Статус надано згідно з розпорядженням ОДА від 15.07.1996 року № 451. Перебуває у віданні ДП «Рогатинський держлісгосп» (Пуківське лісництво, кв. 2, вид. 7—10).
Статус надано з метою збереження унікального для Рогатинського Опілля лісового масиву природного походження з чистих деревостанів бука, у домішку — клен, береза, граб. Вік дерев від 90 до 110 років. У трав'яному покриві трапляються рідкісні види папороті — багаторядник шипуватий, багаторядник списоподібний, папороть букова.